# Izraeli labdarúgó-válogatott
Az izraeli labdarúgó-válogatott (héberül: נבחרת ישראל בכדורגל Nivheret Jiszráél BeKaduregel) Izrael nemzeti csapata, amelyet az izraeli labdarúgó-szövetség (héberül:ההתאחדות לכדורגל בישראל Hahitahdut LeKaduregel BeJiszráél) irányít.
Izrael eddig három konföderáció tagjaként szerepelt a világbajnoki-selejtezőkön. Az Ázsiai Labdarúgó-szövetségben az Óceániai Labdarúgó-szövetségben és az Európai Labdarúgó-szövetségben, ahol 1994 óta szerepel.
Az 1970-es világbajnokságon részt vett. Legnagyobb eredménye pedig az 1964-es Ázsia-kupa győzelem.

## A válogatott története
Bár Izrael államot csak 1948-ban alapították, a korábbi Palesztinában már létezett labdarúgó-szövetség, amit 1928-ban alapítottak és 1929-től a FIFA tagja lett. Palesztina játszott is néhány nemzetközi mérkőzést. Először az 1934-es világbajnokság selejtezőiben léptek pályára, ahol 7–1-es vereséget szenvedtek Egyiptom ellen Kairóban. 1948-ban brit közreműködéssel létrehozták Izraelt. Első mérkőzésükre 1948. szeptember 26-án került sor az USA olimpiai válogatottja ellen. A találkozót az amerikaiak nyerték 3–1-re.

### Az ázsiai szövetség tagjaként
Izrael 1954 és 1974 között az Ázsiai Labdarúgó-szövetség (AFC) tagja volt. Az arab–izraeli konfliktus következtében az arab országok sokáig nem voltak hajlandók pályára lépni az izraeli labdarúgók ellen. Az 1958-as VB-selejtezőkön valamennyi ellenfele visszalépett, így játék nélkül játszhattak interkontinentális pótselejtezőt Wales ellen. Az 1964-es Ázsia-kupát hasonló visszalépések zavarták meg, ekkor Izrael volt a házigazda. Izrael megnyerte a kupát, ez történetük eddigi egyetlen jelentősebb eredménye. 1968-ban részt vettek az olimpiai játékokon, ahol a negyeddöntőben estek ki Bulgária ellen. 1969-ben történetük első világbajnokságára jutottak ki. Az 1970-es világbajnokságon két döntetlent játszottak Svédország és Olaszország ellen, míg Uruguaytól 2–0-ra kikaptak. 1976-ban ismét részt vettek az olimpiai játékokon és újból a negyeddöntőig jutottak, ezúttal Brazíliától szenvedtek vereséget.

### Az óceániai szövetség tagjaként
1974-ben Izraelt egyszerűen kitették az Ázsiai Szövetségből, ettől kezdve Óceánia társult tagjaként működött. Ennek ellenére az 1982-es világbajnokság selejtezőiben az európai zónában szerepeltek. A következő két alkalommal (1986, 1990) az óceániai selejtezőkben indultak. 1989-ben interkontinentális pótselejtezőt játszottak Kolumbia ellen. Az idegenbeli 1–0-s vereség után 0–0-s döntetlen született a visszavágón, így Izrael nem jutott ki a világbajnokságra.

### Az európai szövetség tagjaként
1991-ben az UEFA hivatalosan is a soraiba fogadta. Teljes jogú tagok 1994-től kezdődően lettek, 20 évvel azután, hogy elhagyták az Ázsiai szövetséget. Európai mércével kis országnak számítanak, de az 1990-es években szereztek néhány emlékezetes győzelmet. Franciaországot Párizsban győzték le 3–2-re 1993-ban, Ausztriát pedig 5–0-ra hazai pályán 1999-ben a 2000-s Európa-bajnokság selejtezőiben. Utóbbi sorozat végén pótselejtezőt játszottak Dániával, de 8–0-s összesítéssel alulmaradtak. A 2006-os világbajnokság selejtezőiben közel álltak a pótselejtezőt érő második hely megszerzéséhez. Végül a harmadik helyen végeztek Franciaország és az ugyanannyi ponttal záró Svájc mögött. A 10 mérkőzésből négyet megnyertek és hat döntetlent játszottak. Svájc a jobb gólkülönbségének köszönhetően végzett a második helyen.
A 2008-as Európa-bajnokság selejtezőiben az E-csoport 4. helyen végeztek és csak egy ponttal maradtak le az Európa-bajnokságról. Horvátország nyerte a csoportot, a második helyen Oroszország jutott még ki. Mögötte egy ponttal lemaradva Anglia és Izrael azonos pontszámmal végzett. A Horvátországtól elszenvedett hazai 4–3-s vereség egy 13 tétmérkőzésen át tartó veretlenségi sorozatot szakított meg.
A 2010-es világbajnoki selejtezőiben Svájc, Görögország és Lettország után a negyedik helyet szerezték meg. A 2012-es Európa-bajnokság selejtezőiben 10 mérkőzésen 16 pontot szereztek.
A 2014-es világbajnoki selejtezőiben a harmadik helyen végeztek 14 ponttal. Portugália ellen idegenben 1–1-s, odahaza 3–3-s döntetlent értek el.
A 2016-os Európa-bajnokság selejtezőiben Izrael a sorsolást követően a B csoportba került; Belgium, Wales, Bosznia-Hercegovina, Ciprus és Andorra társaságában. Négy győzelemmel, egy döntetlennel és öt vereséggel a negyedik helyen zártak.

## Nemzetközi eredmények
Ázsia-kupa
- Aranyérmes: 1 alkalommal (1964)
- Ezüstérmes: 2 alkalommal (1956, 1960)
- Bronzérmes: 1 alkalommal (1968)

#### Világbajnokság
| Év       | Eredmény                                 | Hely                                     | M                                        | Gy                                       | D                                        | V                                        | Rg                                       | Kg                                       |
| -------- | ---------------------------------------- | ---------------------------------------- | ---------------------------------------- | ---------------------------------------- | ---------------------------------------- | ---------------------------------------- | ---------------------------------------- | ---------------------------------------- |
| 1930     | Nem indult                               | Nem indult                               | Nem indult                               | Nem indult                               | Nem indult                               | Nem indult                               | Nem indult                               | Nem indult                               |
| 1934     | Nem jutott be (Palesztina/Izrael Földje) | Nem jutott be (Palesztina/Izrael Földje) | Nem jutott be (Palesztina/Izrael Földje) | Nem jutott be (Palesztina/Izrael Földje) | Nem jutott be (Palesztina/Izrael Földje) | Nem jutott be (Palesztina/Izrael Földje) | Nem jutott be (Palesztina/Izrael Földje) | Nem jutott be (Palesztina/Izrael Földje) |
| 1938     | Nem jutott be (Palesztina/Izrael Földje) | Nem jutott be (Palesztina/Izrael Földje) | Nem jutott be (Palesztina/Izrael Földje) | Nem jutott be (Palesztina/Izrael Földje) | Nem jutott be (Palesztina/Izrael Földje) | Nem jutott be (Palesztina/Izrael Földje) | Nem jutott be (Palesztina/Izrael Földje) | Nem jutott be (Palesztina/Izrael Földje) |
| 1950     | Nem jutott be                            | Nem jutott be                            | Nem jutott be                            | Nem jutott be                            | Nem jutott be                            | Nem jutott be                            | Nem jutott be                            | Nem jutott be                            |
| 1954     | Nem jutott be                            | Nem jutott be                            | Nem jutott be                            | Nem jutott be                            | Nem jutott be                            | Nem jutott be                            | Nem jutott be                            | Nem jutott be                            |
| 1958     | Nem jutott be                            | Nem jutott be                            | Nem jutott be                            | Nem jutott be                            | Nem jutott be                            | Nem jutott be                            | Nem jutott be                            | Nem jutott be                            |
| 1962     | Nem jutott be                            | Nem jutott be                            | Nem jutott be                            | Nem jutott be                            | Nem jutott be                            | Nem jutott be                            | Nem jutott be                            | Nem jutott be                            |
| 1966     | Nem jutott be                            | Nem jutott be                            | Nem jutott be                            | Nem jutott be                            | Nem jutott be                            | Nem jutott be                            | Nem jutott be                            | Nem jutott be                            |
| 1970     | Csoportkör                               | 12.                                      | 3                                        | 0                                        | 2                                        | 1                                        | 1                                        | 3                                        |
| 1974     | Nem jutott be                            | Nem jutott be                            | Nem jutott be                            | Nem jutott be                            | Nem jutott be                            | Nem jutott be                            | Nem jutott be                            | Nem jutott be                            |
| 1978     | Nem jutott be                            | Nem jutott be                            | Nem jutott be                            | Nem jutott be                            | Nem jutott be                            | Nem jutott be                            | Nem jutott be                            | Nem jutott be                            |
| 1982     | Nem jutott be                            | Nem jutott be                            | Nem jutott be                            | Nem jutott be                            | Nem jutott be                            | Nem jutott be                            | Nem jutott be                            | Nem jutott be                            |
| 1986     | Nem jutott be                            | Nem jutott be                            | Nem jutott be                            | Nem jutott be                            | Nem jutott be                            | Nem jutott be                            | Nem jutott be                            | Nem jutott be                            |
| 1990     | Nem jutott be                            | Nem jutott be                            | Nem jutott be                            | Nem jutott be                            | Nem jutott be                            | Nem jutott be                            | Nem jutott be                            | Nem jutott be                            |
| 1994     | Nem jutott be                            | Nem jutott be                            | Nem jutott be                            | Nem jutott be                            | Nem jutott be                            | Nem jutott be                            | Nem jutott be                            | Nem jutott be                            |
| 1998     | Nem jutott be                            | Nem jutott be                            | Nem jutott be                            | Nem jutott be                            | Nem jutott be                            | Nem jutott be                            | Nem jutott be                            | Nem jutott be                            |
| 2002     | Nem jutott be                            | Nem jutott be                            | Nem jutott be                            | Nem jutott be                            | Nem jutott be                            | Nem jutott be                            | Nem jutott be                            | Nem jutott be                            |
| 2006     | Nem jutott be                            | Nem jutott be                            | Nem jutott be                            | Nem jutott be                            | Nem jutott be                            | Nem jutott be                            | Nem jutott be                            | Nem jutott be                            |
| 2010     | Nem jutott be                            | Nem jutott be                            | Nem jutott be                            | Nem jutott be                            | Nem jutott be                            | Nem jutott be                            | Nem jutott be                            | Nem jutott be                            |
| 2014     | Nem jutott be                            | Nem jutott be                            | Nem jutott be                            | Nem jutott be                            | Nem jutott be                            | Nem jutott be                            | Nem jutott be                            | Nem jutott be                            |
| 2018     | Nem jutott be                            | Nem jutott be                            | Nem jutott be                            | Nem jutott be                            | Nem jutott be                            | Nem jutott be                            | Nem jutott be                            | Nem jutott be                            |
| Összesen | Csoportkör                               | 1/20                                     | 3                                        | 0                                        | 2                                        | 1                                        | 1                                        | 3                                        |

### Európa-bajnokság
| Európa-bajnokság | Európa-bajnokság  | Európa-bajnokság  | Európa-bajnokság  | Európa-bajnokság  | Európa-bajnokság  | Európa-bajnokság  | Európa-bajnokság  | Európa-bajnokság  | Európa-bajnokság  | Selejtezők        | Selejtezők        | Selejtezők        | Selejtezők        | Selejtezők        | Selejtezők        | Selejtezők        |
| Év               | Eredmény          | H.                | M                 | Gy                | D                 | V                 | G+                | G–                | Keret             | H.                | M                 | Gy                | D                 | V                 | G+                | G–                |
| ---------------- | ----------------- | ----------------- | ----------------- | ----------------- | ----------------- | ----------------- | ----------------- | ----------------- | ----------------- | ----------------- | ----------------- | ----------------- | ----------------- | ----------------- | ----------------- | ----------------- |
| 1960–1992        | nem volt UEFA-tag | nem volt UEFA-tag | nem volt UEFA-tag | nem volt UEFA-tag | nem volt UEFA-tag | nem volt UEFA-tag | nem volt UEFA-tag | nem volt UEFA-tag | nem volt UEFA-tag | nem volt UEFA-tag | nem volt UEFA-tag | nem volt UEFA-tag | nem volt UEFA-tag | nem volt UEFA-tag | nem volt UEFA-tag | nem volt UEFA-tag |
| 1996             | nem jutott ki     | nem jutott ki     | nem jutott ki     | nem jutott ki     | nem jutott ki     | nem jutott ki     | nem jutott ki     | nem jutott ki     | nem jutott ki     | 5.                | 10                | 3                 | 3                 | 4                 | 13                | 13                |
| 2000             | nem jutott ki     | nem jutott ki     | nem jutott ki     | nem jutott ki     | nem jutott ki     | nem jutott ki     | nem jutott ki     | nem jutott ki     | nem jutott ki     | 2. (pótselejtező) | 8                 | 4                 | 1                 | 3                 | 25                | 9                 |
| 2004             | nem jutott ki     | nem jutott ki     | nem jutott ki     | nem jutott ki     | nem jutott ki     | nem jutott ki     | nem jutott ki     | nem jutott ki     | nem jutott ki     | 3.                | 8                 | 2                 | 3                 | 3                 | 9                 | 11                |
| 2008             | nem jutott ki     | nem jutott ki     | nem jutott ki     | nem jutott ki     | nem jutott ki     | nem jutott ki     | nem jutott ki     | nem jutott ki     | nem jutott ki     | 4.                | 12                | 7                 | 2                 | 3                 | 20                | 12                |
| 2012             | nem jutott ki     | nem jutott ki     | nem jutott ki     | nem jutott ki     | nem jutott ki     | nem jutott ki     | nem jutott ki     | nem jutott ki     | nem jutott ki     | 3.                | 10                | 5                 | 1                 | 4                 | 13                | 11                |
| 2016             | nem jutott ki     | nem jutott ki     | nem jutott ki     | nem jutott ki     | nem jutott ki     | nem jutott ki     | nem jutott ki     | nem jutott ki     | nem jutott ki     | 4.                | 10                | 4                 | 1                 | 5                 | 16                | 14                |
| 2020             | nem jutott ki     | nem jutott ki     | nem jutott ki     | nem jutott ki     | nem jutott ki     | nem jutott ki     | nem jutott ki     | nem jutott ki     | nem jutott ki     | 5. (pótselejtező) | 11                | 3                 | 3                 | 5                 | 16                | 18                |
| 2024             | nem jutott ki     | nem jutott ki     | nem jutott ki     | nem jutott ki     | nem jutott ki     | nem jutott ki     | nem jutott ki     | nem jutott ki     | nem jutott ki     | 3. (pótselejtező) | 11                | 4                 | 3                 | 4                 | 12                | 15                |
| Összesen         |                   | 0/8               | 0                 | 0                 | 0                 | 0                 | 0                 | 0                 | –                 | Összesen          | 80                | 32                | 17                | 31                | 124               | 103               |

### UEFA Nemzetek Ligája
| Csoportkör / Negyeddöntő / Osztályozó | Csoportkör / Negyeddöntő / Osztályozó | Csoportkör / Negyeddöntő / Osztályozó | Csoportkör / Negyeddöntő / Osztályozó | Csoportkör / Negyeddöntő / Osztályozó | Csoportkör / Negyeddöntő / Osztályozó | Csoportkör / Negyeddöntő / Osztályozó | Csoportkör / Negyeddöntő / Osztályozó | Csoportkör / Negyeddöntő / Osztályozó | Csoportkör / Negyeddöntő / Osztályozó | Csoportkör / Negyeddöntő / Osztályozó | Csoportkör / Negyeddöntő / Osztályozó | Egyenes kieséses szakasz | Egyenes kieséses szakasz | Egyenes kieséses szakasz | Egyenes kieséses szakasz | Egyenes kieséses szakasz | Egyenes kieséses szakasz | Egyenes kieséses szakasz | Egyenes kieséses szakasz | Egyenes kieséses szakasz |
| Szezon                                | Liga                                  | Csoport                               | H                                     | M                                     | Gy                                    | D                                     | V                                     | G+                                    | G–                                    | Feljutás/kiesés                       | Helyezés                              | Év                       | Eredmény                 | M                        | Gy                       | D                        | V                        | G+                       | G–                       | Keret                    |
| ------------------------------------- | ------------------------------------- | ------------------------------------- | ------------------------------------- | ------------------------------------- | ------------------------------------- | ------------------------------------- | ------------------------------------- | ------------------------------------- | ------------------------------------- | ------------------------------------- | ------------------------------------- | ------------------------ | ------------------------ | ------------------------ | ------------------------ | ------------------------ | ------------------------ | ------------------------ | ------------------------ | ------------------------ |
| 2018–19                               | C                                     | 1.                                    | 2.                                    | 4                                     | 2                                     | 0                                     | 2                                     | 6                                     | 5                                     | (formátumváltozás)                    | 30.                                   | 2019                     | nem jutott be            | nem jutott be            | nem jutott be            | nem jutott be            | nem jutott be            | nem jutott be            | nem jutott be            | nem jutott be            |
| 2020–21                               | B                                     | 2.                                    | 2.                                    | 6                                     | 2                                     | 2                                     | 2                                     | 7                                     | 7                                     | Állandó                               | 25.                                   | 2021                     | nem jutott be            | nem jutott be            | nem jutott be            | nem jutott be            | nem jutott be            | nem jutott be            | nem jutott be            | nem jutott be            |
| 2022–23                               | B                                     | 2.                                    | 1.                                    | 4                                     | 2                                     | 2                                     | 0                                     | 8                                     | 6                                     | Növekedés                             | 17.                                   | 2023                     | nem jutott be            | nem jutott be            | nem jutott be            | nem jutott be            | nem jutott be            | nem jutott be            | nem jutott be            | nem jutott be            |
| 2024–25                               | A                                     | 2.                                    | 4.                                    | 6                                     | 1                                     | 1                                     | 4                                     | 5                                     | 13                                    | Csökkenés                             | 20.                                   | 2025                     | nem jutott be            | nem jutott be            | nem jutott be            | nem jutott be            | nem jutott be            | nem jutott be            | nem jutott be            | nem jutott be            |
| 2026–27                               | B                                     |                                       |                                       |                                       |                                       |                                       |                                       |                                       |                                       |                                       |                                       | 2027                     |                          |                          |                          |                          |                          |                          |                          |                          |
| Összesen                              | Összesen                              | Összesen                              | Összesen                              | 22                                    | 7                                     | 5                                     | 8                                     | 26                                    | 31                                    |                                       |                                       |                          | 0/4                      | –                        | –                        | –                        | –                        | –                        | –                        |                          |

### Ázsia-kupa
| Év       | Eredmény     | Hely         | M            | Gy           | D            | V            | Rg           | Kg           |
| -------- | ------------ | ------------ | ------------ | ------------ | ------------ | ------------ | ------------ | ------------ |
| 1956     | Döntő        | 2.           | 3            | 2            | 0            | 1            | 6            | 5            |
| 1960     | Döntő        | 2.           | 3            | 2            | 0            | 1            | 6            | 4            |
| 1964     | Győztes      | 1.           | 3            | 3            | 0            | 0            | 5            | 1            |
| 1968     | Elődöntő     | 3.           | 4            | 2            | 0            | 2            | 11           | 5            |
| 1972     | Visszalépett | Visszalépett | Visszalépett | Visszalépett | Visszalépett | Visszalépett | Visszalépett | Visszalépett |
| Összesen | Győztes      | 4/15         | 13           | 9            | 0            | 4            | 28           | 15           |

### Olimpia
| Év       | Eredmény      | Hely          | M             | Gy            | D             | V             | Rg            | Kg            |               |
| -------- | ------------- | ------------- | ------------- | ------------- | ------------- | ------------- | ------------- | ------------- | ------------- |
| 1952     | Nem jutott be | Nem jutott be | Nem jutott be | Nem jutott be | Nem jutott be | Nem jutott be | Nem jutott be | Nem jutott be |               |
| 1956     | Nem jutott be | Nem jutott be | Nem jutott be | Nem jutott be | Nem jutott be | Nem jutott be | Nem jutott be | Nem jutott be |               |
| 1960     | Nem jutott be | Nem jutott be | Nem jutott be | Nem jutott be | Nem jutott be | Nem jutott be | Nem jutott be | Nem jutott be |               |
| 1964     | Nem jutott be | Nem jutott be | Nem jutott be | Nem jutott be | Nem jutott be | Nem jutott be | Nem jutott be | Nem jutott be |               |
| 1968     | Negyeddöntő   | 5.            | 4             | 2             | 0             | 2             | 9             | 7             |               |
| 1972     | Nem jutott be | Nem jutott be | Nem jutott be | Nem jutott be | Nem jutott be | Nem jutott be | Nem jutott be | Nem jutott be | Nem jutott be |
| 1976     | Negyeddöntő   | 6.            | 4             | 0             | 3             | 1             | 4             | 7             |               |
| 1980     | Visszalépett  | Visszalépett  | Visszalépett  | Visszalépett  | Visszalépett  | Visszalépett  | Visszalépett  | Visszalépett  | Visszalépett  |
| 1984     | Nem jutott be | Nem jutott be | Nem jutott be | Nem jutott be | Nem jutott be | Nem jutott be | Nem jutott be | Nem jutott be | Nem jutott be |
| 1988     | Nem jutott be | Nem jutott be | Nem jutott be | Nem jutott be | Nem jutott be | Nem jutott be | Nem jutott be | Nem jutott be | Nem jutott be |
| Összesen | Negyeddöntő   | 2/10          | 8             | 2             | 3             | 3             | 13            | 14            |               |

- Az 1988. évi nyári olimpiai játékok óta nem a felnőtt válogatottak indulnak az olimpia labdarúgótornáján, hanem az adott ország U23-as csapata.

## Válogatottsági rekordok
Az adatok 2016. március 23. állapotoknak felelnek meg.
- A még aktív játékosok (Félkövérrel) vannak megjelölve.

### Legtöbbször pályára lépett játékosok

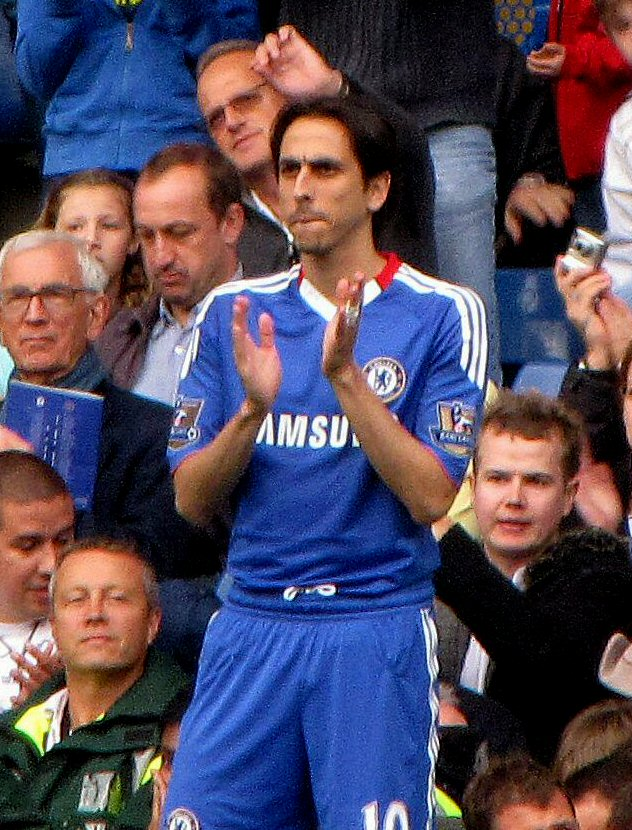
Josszí Benájún a válogatottsági rekorder 97 mérkőzéssel.

| Hely | Játékos           | Időszak   | Mérkőzés | Mérkőzés |
| ---- | ----------------- | --------- | -------- | -------- |
| 1    | Josszí Benájún    | 1998–     | 97       | 24       |
| 2    | Arik Benado       | 1995–2007 | 94       | 0        |
| 3    | Tal Ben-Háim      | 2002–     | 91       | 2        |
| 4    | Alon Harazi       | 1992–2006 | 89       | 2        |
| 5    | Amir Schelach     | 1992–2001 | 85       | 0        |
| 6    | Mordekáj Spiegler | 1963–1977 | 83       | 33       |
| 6    | Nir Klinger       | 1987–1997 | 83       | 2        |
| 8    | Avi Nimni         | 1992–2005 | 80       | 17       |
| 9    | Tal Banin         | 1990–2003 | 78       | 12       |
| 9    | Ichák Sum         | 1969–1981 | 78       | 10       |
| 9    | Eyal Berkovic     | 1992–2004 | 78       | 9        |
| 9    | Dudu Aouate       | 1999–2013 | 78       | 0        |

### Legtöbb gólt szerző játékosok

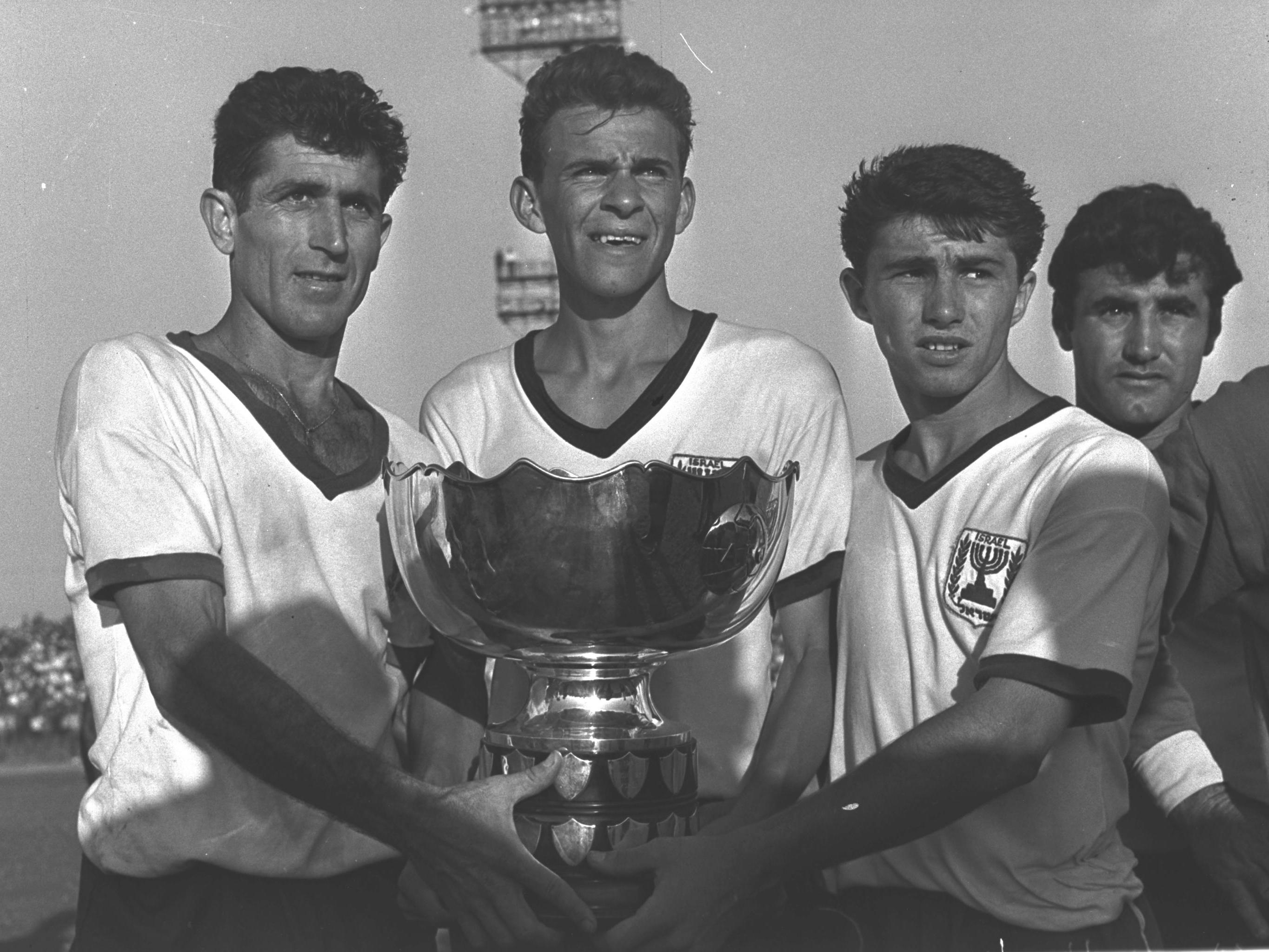
Mordekáj Spiegler (középen a kupával) 33 góllal az izraeli válogatott legeredményesebb játékosa.

| Hely | Játékos            | Időszak   | Gólok | Mérkőzés | Átlag |
| ---- | ------------------ | --------- | ----- | -------- | ----- |
| 1    | Mordekáj Spiegler  | 1963–1977 | 33    | 83       | 0.39  |
| 2    | Jehósuá Feigenbaum | 1966–1977 | 24    | 50       | 0.48  |
| 2    | Josszí Benájún     | 1998–     | 24    | 97       | 0.24  |
| 4    | Ronen Harazi       | 1992–1999 | 23    | 53       | 0.43  |
| 5    | Nahum Stelmach     | 1956–1968 | 22    | 61       | 0.36  |
| 6    | Gidi Damti         | 1971–1981 | 21    | 69       | 0.30  |
| 7    | Giora Spiegel      | 1965–1980 | 18    | 44       | 0.40  |
| 7    | Yehoshua Glazer    | 1949–1961 | 18    | 35       | 0.51  |
| 9    | Eli Ohana          | 1984–1997 | 17    | 51       | 0.33  |
| 9    | Avi Nimni          | 1992–2005 | 17    | 80       | 0.21  |

### Ismert játékosok
| - Avi Nimni - Yossi Abukasis - Reuven Atar - Dudu Awat - Tal Ben-Háim - Josszí Benájún - Eyal Berkovic - Avi Cohen - Gideon Damti - Bonni Ginzburg - Shiye Glazer - Jehósuá Feigenbaum - Ya'akov Hodorov - Uri Malmilian | - Alon Mizrahi - Eli Ohana - Avi Ran - Cví Rózen - Haim Revivo - Ronny Rosenthal - Giora Spiegel - Mordekáj Spiegler - Nahum Stelmach - Ichák Sum - Jichák Visszoker - Yochanan Vollach - Robby Young |

## Lásd még
- Izraeli U21-es labdarúgó-válogatott
- Izraeli női labdarúgó-válogatott